# Северное (Ставропольский край)
Се́верное — село в Александровском муниципальном округе Ставропольского края России.

## География
Село расположено юго-восточнее Ставрополя. Лежит в Предкавказье, на Прикалаусских высотах Ставропольской возвышенности, на реке Чечера (правый приток реки Калаус). Через село проходит автодорога Ставрополь —Александровское. Северное расположено В 22 км от районного центра.
От села Круглолесского до села Северного пролегает территория зоологического заказника краевого значения «Александровский», включающего леса Калаусского лесхоза и бессточное озеро Солёное (Северно-Калиновское). Общая площадь заказника 25 тыс. га.

## История
Крепость Северная (Андреевская) в составе Азово-Моздокской укреплённой линии была основана 18 октября 1777 года по проекту генерал-майора Ивана Варфоломеевича Якоби:607. Названа в связи с северным расположением относительно Александровской крепости. По замыслу светлейшего князя Григория Александровича Потёмкина она должна была выполнять следующие действия
Под ... 6 будет по вершинам Бибалинским, сия крепость прикрывает оною реку, которая по своим вершинам имеет также много лесу и лучшую воду на всей Ногайской степи...
 250 казаков-хоперцев вместе с двумя эскадронами Владимирского драгунского полка на р. Чечоре приступили к строительству крепости, рядом с которой выросла станица.
В 1782 году Екатерина II опубликовала Указ, который разрешил заселение края гражданским населением. Село заселялось выходцами из Черниговской, Полтавской, Тамбовской, Пензенской, Харьковской и Калужской губерний. Население православного вероисповедания, занималось земледелием и скотоводством.
В конце 1825 года началось переселение жителей станицы на реку Куму, где близ аула Бибердова была заложена станица Бекешевская. В 1826 году хоперцы перевезли в Бекешевскую Рождественско-Богородицкую церковь.
С 1832 года по 1869 год — станица Северная 1-го Хопёрского полка Кавказского линейного казачьего войска. 30 декабря 1869 года отчислена из Кубанского казачьего войска в гражданское состояние и получила статус села.
В 1902 году в Северном проживало 5232 человека; количество надельной земли составляло 23 753 десятины (из них под посевами — 7264 десятины); количество голов крупного рогатого скота — 5094, овец — 8538:15.
С августа 1942 года по январь 1943 года село было оккупировано немецкими войсками.
В послевоенное время (1950) местные колхозы «Красное знамя», им. Кагановича и им. Красной Армии были объединены в колхоз им. Ленина, с 1957 года «Большевик», позднее — в колхоз им. XXIII партсъезда.
На 1 марта 1966 года — административный центр Северного сельсовета Александровского района Ставропольского края, в который входили село Северное, хутора Калиновский и Солёный:7—8.
До 16 марта 2020 года село образовывало упразднённое сельское поселение село Северное.

## Население
| 1782  | 1802  | 1812  | 1819  | 1829  | 1844  | 1855  | 1858  | 1861  | 1867  | 1897  | 1902  |
| ----- | ----- | ----- | ----- | ----- | ----- | ----- | ----- | ----- | ----- | ----- | ----- |
| 688   | ↗904  | ↗1014 | ↗1298 | ↘857  | ↗1053 | ↗2183 | ↗2205 | ↗2302 | ↘1499 | ↗4290 | ↗5232 |
| 1903  | 1989  | 2002  | 2010  | 2011  | 2012  | 2013  | 2014  | 2015  | 2016  | 2017  | 2018  |
| ↘5132 | ↘3339 | ↗3543 | ↘3445 | ↘3431 | ↘3428 | →3428 | ↗3443 | ↘3406 | ↘3385 | ↘3358 | ↘3268 |
| 2019  | 2020  | 2021  | 2023  |       |       |       |       |       |       |       |       |
| ↘3249 | ↘3208 | ↗3263 | ↗3269 |       |       |       |       |       |       |       |       |

Демография
В 2011 году родилось 46 человек, умерло — 63
Национальный состав
По итогам переписи населения 2010 года проживали следующие национальности (национальности менее 1 %, см. в сноске к строке «Другие»):
| Национальность | Численность | Процент |
| -------------- | ----------- | ------- |
| Русские        | 2659        | 77,18   |
| Цыгане         | 409         | 11,87   |
| Даргинцы       | 196         | 5,69    |
| Другие         | 181         | 5,25    |
| Итого          | 3445        | 100,00  |

## Упразднённое сельское поселение село Северное
Упразднено 16 марта 2020 года.
Дума муниципального образования села Северного
Срок полномочий депутатов — 5 лет; дата избрания депутатов — 13 сентября 2015 года; количество депутатов — 10 чел.
Председатели Думы
- Табала Иван Иванович (на постоянной основе)[36]

Администрация муниципального образования села Северного
Главы администрации
- с 10 октября 2010 года — Лисянский Владимир Федорович (исполнение полномочий прекращено)
- с 13 сентября 2015 года — Табала Иван Иванович (срок полномочий — 5 лет)[36]

Площадь сельского поселения составляла 243 км².

## Инфраструктура
- Дом культуры. Открыт 4 ноября 1967 года[37]
- Врачебная амбулатория
- Сбербанк России, Филиал № 1861/00003
- В северо-западной части населённого пункта расположено сельское кладбище (общественное открытое) площадью 40 000 м²[38]

## Образование
- Детский сад № 16 «Солнышко». 25 мая 1962 года[39]
- Детский сад № 16-а «Теремок»
- Средняя общеобразовательная школа № 4. В 2011 году обучалось 298 детей. Открыта 1 сентября 1970 года[40]

## Экономика
- ООО «Северное» — число работающих 62 человека, производство продукции растениеводства и животноводства[41]
- СХП «Северное» — 121 человек, производство продукции растениеводства. До 1992 года — колхоз им. XXIII партсъезда[9].

## Люди, связанные с селом
- Шапкунов Василий Григорьевич (1928—2023), бывший чабан колхоза имени XXIII Партсъезда, кавалер ордена Ленина[42][43]

## Памятники
- Братская могила красных партизан гражданской войны, 1920 г., кладбище.  261710899680005
- Мемориал погибшим односельчанам в годы Великой Отечественной войны (1941—1945 гг.), 1985 г., в 85 м восточнее жилого дома по ул. Мира № 11.  301410019950005
- Могила Жаботинского А. И., зверски убитого кулаками в 1931 году, 1931 г., кладбище.  261710899750005
- Могила лейтенанта М. С. Шерстянкина, погибшего при освобождении с. Северное 13.01.1943 г., 1943 г., кладбище[44].  261710899690005
- Могила старейшего большевика, участника гражданской войны В. Ф. Дуренко, 1920 г., кладбище[45].  261710899710005
- Памятник В. И. Ленину, 1968 г., ул. Мира, возле СДК.  261711032060005
- Памятник В. И. Ленину, 1974 г., ул. Школьная.  261710900060005
- Памятник погибшим воинам Советской Армии в годы Великой Отечественной войны, 1965 г., кладбище.  261711032070005